# 格里格斯維爾 (伊利諾伊州)
格里格斯維爾（英語：Griggsville）是一個位於美國伊利諾伊州派克縣的城市。2010年人口普查时市内有1226名市民。

## 历史
格里格斯維爾是以其奠基人理查德·格里格斯命名的。

Images of Early Griggsville
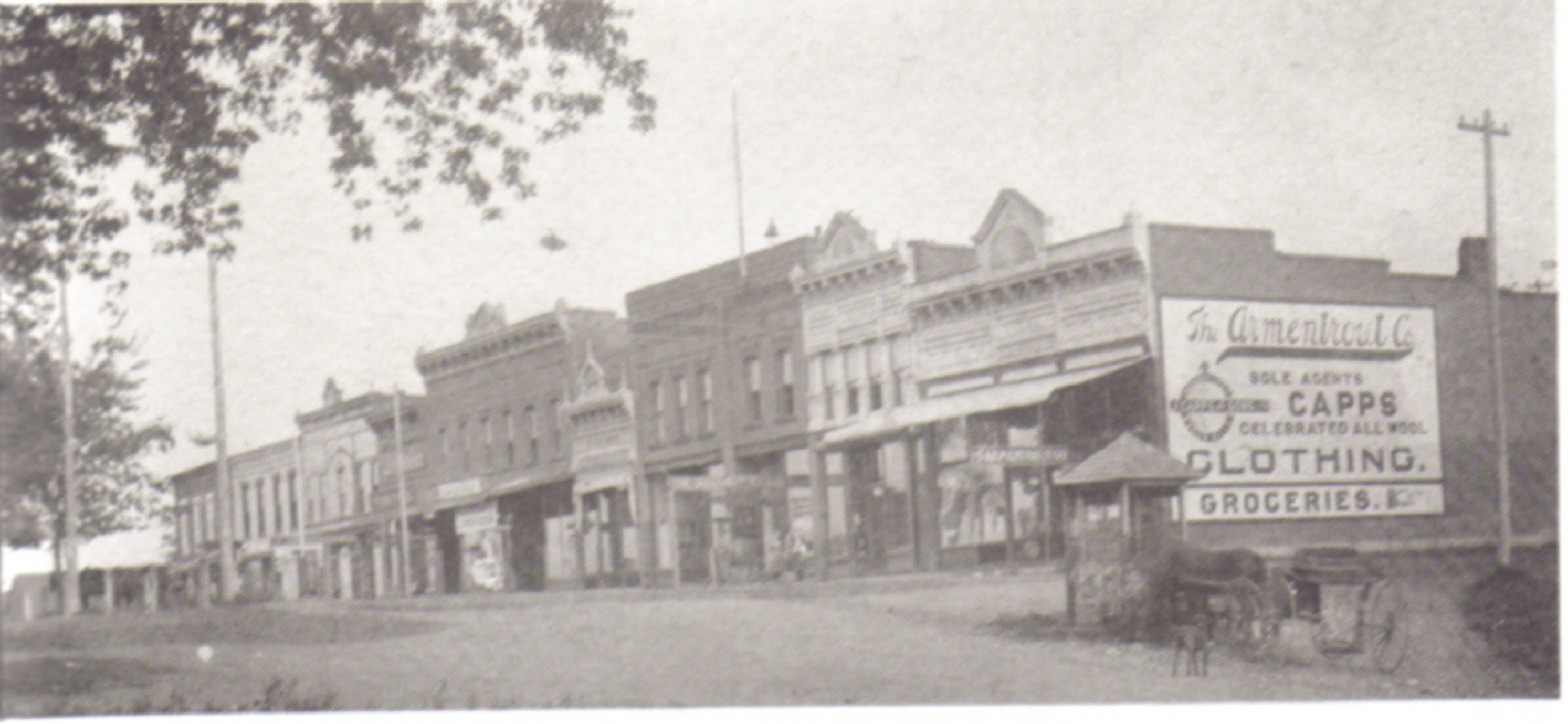
格里格斯維爾，广场，约1900
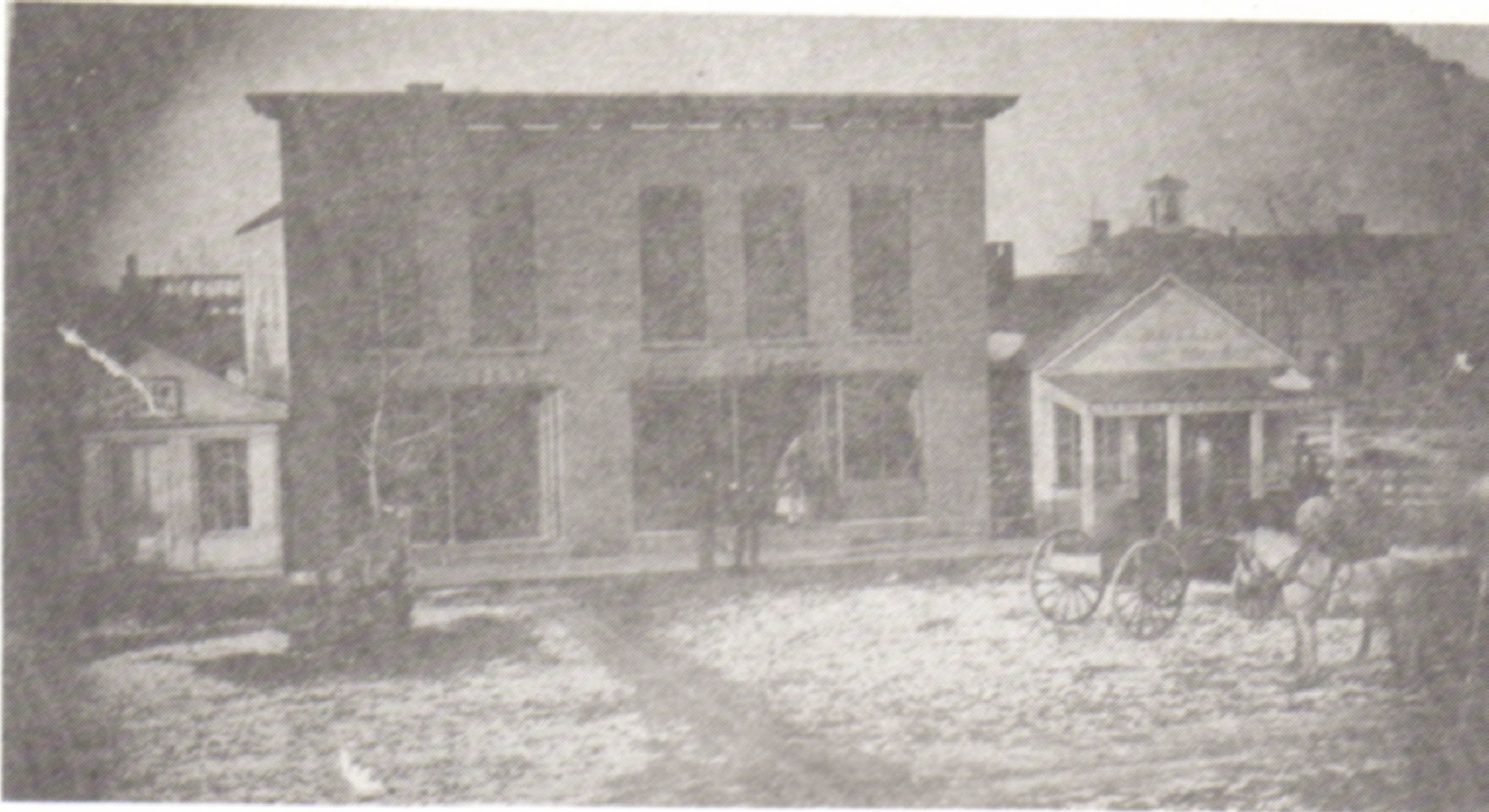
银行和商店
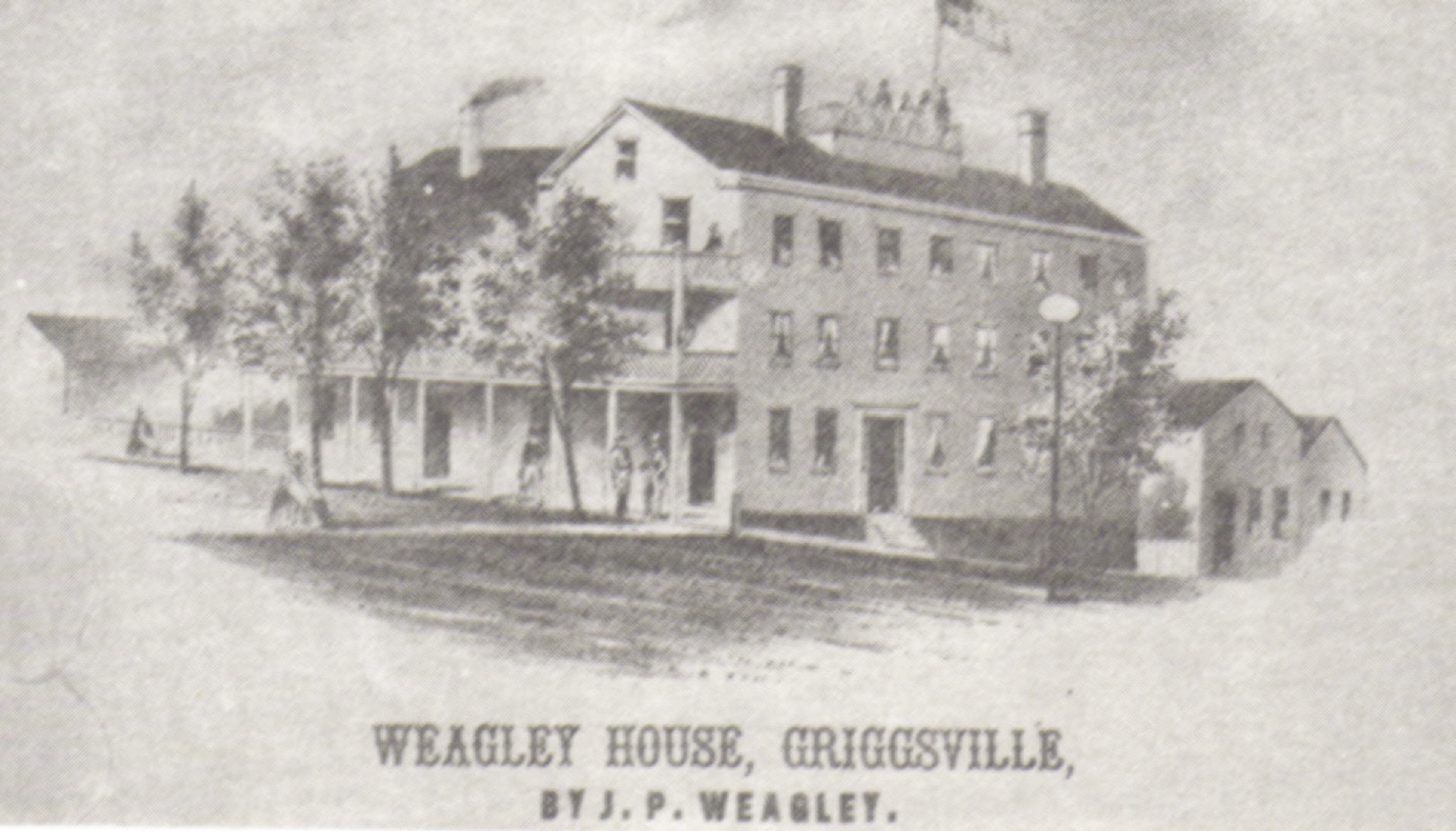
旅店
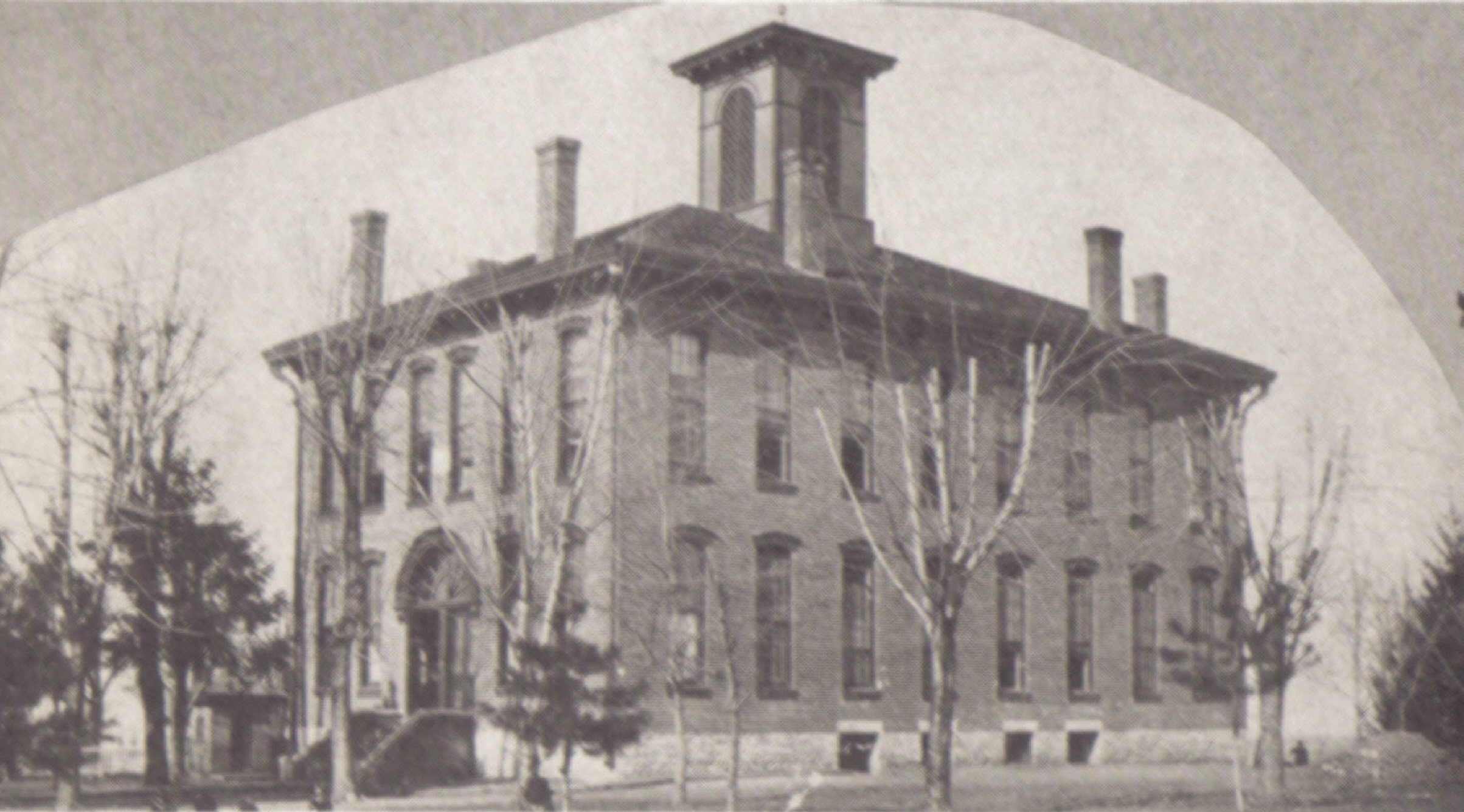
学校

## 地理
格里格斯維爾的座標為39°42′32″N 90°43′28″W / 39.70889°N 90.72444°W。它位于派克縣的东北，伊利诺伊河在它以西约4英里处流过。县府皮茨菲爾德位于它的西南约7英里远处。而該地的平均海拔高度為215米（即705英尺）。
根据2010年人口普查数据格里格斯維爾总面积为2.8平方千米，全部是陆地面积。

## 人口
| 调查年       | 人口  | 备注  | %±     |
| ------------ | ----- | ----- | ------ |
| 1850         | 585   |       | —      |
| 1870         | 1,456 |       | —      |
| 1880         | 1,515 |       | 4.1%   |
| 1890         | 1,400 |       | −7.6%  |
| 1900         | 1,404 |       | 0.3%   |
| 1910         | 1,262 |       | −10.1% |
| 1920         | 1,343 |       | 6.4%   |
| 1930         | 1,184 |       | −11.8% |
| 1940         | 1,266 |       | 6.9%   |
| 1950         | 1,199 |       | −5.3%  |
| 1960         | 1,240 |       | 3.4%   |
| 1970         | 1,245 |       | 0.4%   |
| 1980         | 1,301 |       | 4.5%   |
| 1990         | 1,218 |       | −6.4%  |
| 2000         | 1,258 |       | 3.3%   |
| 2010         | 1,226 |       | −2.5%  |
| 2019年估计   | 1,150 | [ 5 ] | −6.2%  |
| 美国十年普查 |       |       |        |

根據2010年美國人口普查的數據，當地共有人口1226人，而人口密度為每平方千米439.43人。
根据2000年的美国人口普查市内有1258名居民，分500个户和360个家庭。其人口密度为每平方千米467人。其中99.21%是白人、0.16%是非裔美国人、0.08%是亚裔美国人、0.24%是其他人种、0.32%是混血儿。西班牙裔或拉丁美洲裔的人占0.24%。
市内的500户人家里36.2%有18岁以下的未成年人、58.2%是结婚夫妇、10.2%是带孩子的单身妇女、27.8%不是家庭、24.2%是单身汉、12.0%有65岁以上的老年人。每户平均2.49人、每个家庭平均有2.92人。
市内人口结构为27.9%的人是18岁以下的未成年人、6.6%在18到24岁之间、26.9%在25到44岁之间、22.1%在45到64岁之间、16.5%在65岁或者以上。居民的平均年龄为37岁。女子对男子的性别比为100：92.6。成年人的性别比是100：88.2。
每户的平均年收入为31875美元，家庭的年平均收入为36071美元。男子的平均年收入为27454美元，女子的平均年收入为18182美元。人均年收入为14578美元。约10.2%的家庭和12.3%的居民生活在贫困线以下，其中包括15.3%的未成年人和10.8%的老年人。

## 庆典
每年9月的第3个周末格里格斯維爾举办苹果节，6月的第3个周末则举办西伊利诺伊博览会。这个博览会是伊利诺伊州最老的之一，已经有120多年历史了。

### 紫崖燕

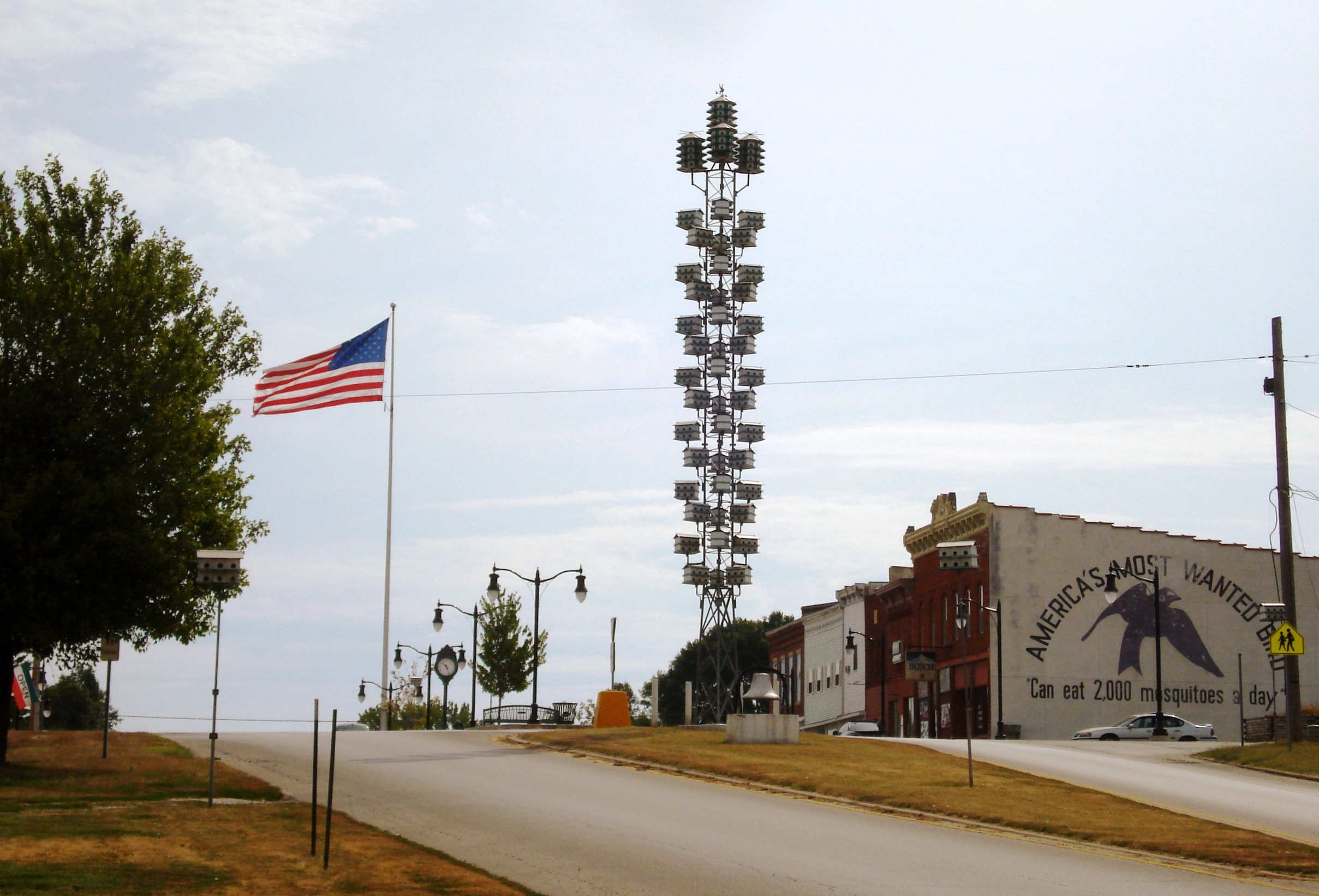
紫崖燕楼

格里格斯維爾地处密西西比河和伊利诺伊河流域，夏季的时候炎热的气候非常适合蚊子繁殖。由于使用农药杀虫越来越不受欢迎，格里格斯維爾想出了一个新方法来控制蚊子。当地一个天线厂的长主威德认识到格里格斯維爾就位于紫崖燕的迁徙道路上。这是燕科里最大的鸟。据说一只鸟每天能吃2000只蚊子。他很快认识到要让紫崖燕在市里待下来他得给它们一个待下来得理由，因此他把自己的天线厂改成一个鸟窝厂。结果蚊子的数量的确减少了，因此格里格斯維爾获得了“美国紫崖燕之都”的美誉，紫崖燕也成为“美国最热望的鸟”。此外威德的厂还办一份自然协会杂志。今天格里格斯維爾市内有5000多座鸟窝，其中包括一座70英尺高，拥有562个“宿舍”的“摩天大楼”。

## 名人
- 卢·希契，篮球运动员